# Associazione Sportiva Lodigiani 1993-1994
Questa pagina raccoglie le informazioni riguardanti l'Associazione Sportiva Lodigiani nelle competizioni ufficiali della stagione 1993-1994.

## Rosa
| N. |                   | Ruolo | Calciatore          |
| -- | ----------------- | ----- | ------------------- |
|    | Italia (bandiera) | A     | Cristian Baglieri   |
|    | Italia (bandiera) | D     | Alessandro Battisti |
|    | Italia (bandiera) | C     | Federico Bettoni    |
|    | Italia (bandiera) | P     | Paolo Bordoni       |
|    | Italia (bandiera) | C     | Marco Chirico       |
|    | Italia (bandiera) | D     | Mario De Rosa       |
|    | Italia (bandiera) | A     | David Di Michele    |
|    | Italia (bandiera) | D     | Fabio Ercoli        |
|    | Italia (bandiera) | C     | Angelo Ferraro      |
|    | Italia (bandiera) | A     | Daniele Galassi     |
|    | Italia (bandiera) |       | Ieva                |
|    | Italia (bandiera) | C     | Pino La Scala       |
|    | Italia (bandiera) | D     | Emiliano Leva       |

| N. |                   | Ruolo | Calciatore         |
| -- | ----------------- | ----- | ------------------ |
|    | Italia (bandiera) | C     | Alessandro Loreti  |
|    | Italia (bandiera) | A     | Francesco Marino   |
|    | Italia (bandiera) | A     | Gianni Matticari   |
|    | Italia (bandiera) | D     | Giovanni Orfei     |
|    | Italia (bandiera) | D     | Raffaele Perna     |
|    | Italia (bandiera) | C     | Roberto Romualdi   |
|    | Italia (bandiera) | D     | Roberto Sala       |
|    | Italia (bandiera) | C     | Giuseppe Selvaggio |
|    | Italia (bandiera) | A     | Roberto Stellone   |
|    | Italia (bandiera) | C     | Simone Tamburro    |
|    | Italia (bandiera) | P     | Fabrizo Ursi       |
|    | Italia (bandiera) | C     | Andrea Viola       |

## Risultati

### Campionato

#### Girone di andata
| 12 settembre 1993 1ª giornata | Lodigiani | 1 – 1 | Matera |  |

| 19 settembre 1993 2ª giornata | Perugia | 2 – 0 | Lodigiani |  |

| 26 settembre 1993 3ª giornata | Lodigiani | 0 – 0 | Barletta |  |

| 3 ottobre 1993 4ª giornata | Juventus Stabia | 1 – 1 | Lodigiani |  |

| 10 ottobre 1993 5ª giornata | Lodigiani | 0 – 0 | Siracusa |  |

| 17 ottobre 1993 6ª giornata | Ischia Isolaverde | 1 – 1 | Lodigiani |  |

| 24 ottobre 1993 7ª giornata | Lodigiani | 1 – 1 | Salernitana |  |

| 31 ottobre 1993 8ª giornata | Potenza | 2 – 1 | Lodigiani |  |

| 7 novembre 1993 9ª giornata | Lodigiani | 1 – 1 | Sambenedettese |  |

| 14 novembre 1993 10ª giornata | Reggina | 1 – 1 | Lodigiani |  |

| 21 novembre 1993 11ª giornata | Casarano | 2 – 1 | Lodigiani |  |

| 28 novembre 1993 12ª giornata | Lodigiani | 2 – 2 | Giarre |  |

| 5 dicembre 1993 13ª giornata | Chieti | 1 – 3 | Lodigiani |  |

| 12 dicembre 1993 14ª giornata | Lodigiani | 2 – 0 | Leonzio |  |

| 19 dicembre 1993 15ª giornata | Lodigiani | 2 – 1 | Siena |  |

| 24 dicembre 1993 16ª giornata | Nola | 1 – 2 | Lodigiani |  |

| 16 gennaio 1994 17ª giornata | Lodigiani | 2 – 0 | Avellino |  |

#### Girone di ritorno
| 23 gennaio 1994 18ª giornata | Matera | 1 – 0 | Lodigiani |  |

| 30 gennaio 1994 19ª giornata | Lodigiani | 2 – 0 | Perugia |  |

| 6 febbraio 1994 20ª giornata | Barletta | 0 – 1 | Lodigiani |  |

| 13 febbraio 1994 21ª giornata | Lodigiani | 1 – 1 | Juventus Stabia |  |

| 20 febbraio 1994 22ª giornata | Siracusa | 1 – 1 | Lodigiani |  |

| 6 marzo 1994 23ª giornata | Lodigiani | 2 – 0 | Ischia Isolaverde |  |

| 13 marzo 1994 24ª giornata | Salernitana | 3 – 1 | Lodigiani |  |

| 20 marzo 1994 25ª giornata | Lodigiani | 1 – 0 | Invicta Potenza |  |

| 27 marzo 1994 26ª giornata | Sambenedettese | 1 – 0 | Lodigiani |  |

| 10 aprile 1994 27ª giornata | Lodigiani | 2 – 0 | Reggina |  |

| 17 aprile 1994 28ª giornata | Lodigiani | 1 – 0 | Casarano |  |

| 24 aprile 1994 29ª giornata | Giarre | 1 – 2 | Lodigiani |  |

| 1º maggio 1994 30ª giornata | Lodigiani | 5 – 0 | Chieti |  |

| 8 maggio 1994 31ª giornata | Leonzio | 1 – 0 | Lodigiani |  |

| 15 maggio 1994 32ª giornata | Siena | 2 – 0 | Lodigiani |  |

| 22 maggio 1994 33ª giornata | Lodigiani | 5 – 2 | Nola |  |

| 29 maggio 1994 34ª giornata | Avellino | 1 – 0 | Lodigiani |  |